# سد تیگنس
سد تیگنس (به فرانسوی: Barrage du Chevril) یک سد قوسی در فرانسه است که در تیگنس واقع شده‌است.